# 蘇格爾格羅夫 (伊利諾伊州)
蘇格爾格羅夫（英語：Sugar Grove）是位於美國伊利諾伊州凱恩縣的一個村落。

## 地理
蘇格爾格羅夫的座標為41°46′00″N 88°27′00″W / 41.76667°N 88.45000°W，而該地最高點為海拔高度219米（即719英尺）。

## 人口
根據2010年美國人口普查的數據，蘇格爾格羅夫的面積為29.99平方千米，當中陸地面積為29.95平方千米，而水域面積為0.04平方千米。當地共有人口8997人，而人口密度為每平方千米300人。